# Sébastien Laïfa
Pour les articles homonymes, voir Laïfa.
Sébastien Laïfa, né le 1er mai 1980 à Toulon, est un trampoliniste français.

## Carrière
Champion de France en 2001, il est médaillé d'argent par équipe aux Championnats d'Europe de 1997, de 1998 et de 2006, médaillé de bronze par équipe aux Championnats du monde de 1998 et de 2001 et champion d'Europe en synchronisé en 2006.
Il met un terme à sa carrière en novembre 2008 et rejoint le Cirque du Soleil.